# Богданівська сільська рада (Павлоградський район)
Богданівська сільська рада — сільська рада Павлоградського району Дніпропетровської області з адміністративним центром у с. Богданівка. Межує з м. Тернівка і є найбільшою сільською радою в районі.
05.02.1965 Указом Президії Верховної Ради Української РСР передано Богданівську сільраду Петропавлівського району до складу Павлоградського району.
Населення сільської ради складає: 5006 чоловік — 2143 домогосподарства. Площа населених пунктів становить близько 1100 га.
До земельного фонду сільської ради відносяться землі сільськогосподарського призначення, лісового і водного фонду, площа яких становить понад 20 тисяч га.
На території сільської ради успішно працюють сільська амбулаторія загальної практики сімейної медицини, дві загальноосвітні школи, культурний центр, дитячий садок, сільський центр для сімей з дітьми і молоді, а також відділення зв'язку, поштове відділення, відділення Ощадбанку, сільська пожежна команда. На території сільської ради створена і працює благодійна організація «Вєста».
| Сільській раді підпорядковані населені пункти: - с. Богданівка - с. Самарське - с. Тельмана - с. Мерцалівка |

## Склад ради
Рада складається з 30 депутатів та голови.

## Керівний склад сільської ради
| ПІБ                         | Основні відомості                                                                        | Дата обрання | Дата звільнення |
| --------------------------- | ---------------------------------------------------------------------------------------- | ------------ | --------------- |
| Садовий Іван Іванович       | Сільський голова, 1949 року народження, освіта, член Політичної партії «Трудова Україна» | 26.03.2006   | 31.10.2010      |
| Садовий Іван Іванович       | Сільський голова, 1949 року народження, освіта середня спеціальна, член Партії регіонів  | 31.10.2010   | 16.12.2012      |
| Грищенко Олексій Григорович | Сільський голова, 1953 року народження, освіта вища, член Партії регіонів                | 16.12.2012   |                 |

Примітка: таблиця складена за даними джерела